# Mommy's Best Games
Mommy's Best Games è una software house indipendente fondata nel 2007 dallo sviluppatore Nathan Fouts.
Nota per Serious Sam Double D, videogioco del 2011 appartenente alla serie Serious Sam, l'azienda ha prodotto alcuni titoli per l'Xbox Live Indie Games, in seguito distribuiti su Steam. Nel 2015 ha inoltre pubblicato un videogioco per iOS e Android dal titolo Finger Derpy.

## Videogiochi
- Weapon of Choice (2008)
- Explosionade (2010)
- Shoot 1UP (2010)
- Serious Sam Double D (2011)
- Game Type (2011)
- Finger Derpy (2015)